# Сахарса
Сахарса (англ. Saharsa, хинди सहरसा) — город на востоке центральной части штата Бихар, Индия. Административный центр округа Сахарса.

## География
Абсолютная высота — 40 метров над уровнем моря. Расположен на плоской аллювиальной равнине в бассейне реки Коси (приток Ганга).

## Население
По данным на 2013 год численность населения составляет 204 740 человек.
Динамика численности населения города по годам:
| 1991   | 2001    | 2013    |
| ------ | ------- | ------- |
| 80 149 | 125 167 | 204 740 |

## Экономика
Промышленность основана на производстве кирпичей и пищевой отрасли. Важную роль играет также сельское хозяйство.